# Circuit de Brno
El Circuit de Masaryk (en txec: Masarykův okruh), conegut també com a Masarykring o Circuit de Brno, és un circuit de curses situat a Brno, República Txeca, del qual n'hi ha hagut dues versions. El circuit original era urbà (per tant, estava format per vies públiques) i en el seu moment de màxima longitud mesurava 29,194 km. El 1949, esdeveniments com ara el Gran Premi de Txecoslovàquia d'automobilisme hi van atraure equips i pilots de primer nivell. Les curses per les antigues carreteres es van acabar després del Gran Premi de Txecoslovàquia de motociclisme de 1986, ja que poc després es va inaugurar el nou circuit permanent, encara en funcionament actualment. Des de l'agost del 2023 és propietat de Shakai.
Al costat d'altres circuits mítics com ara el Mountain Course de l'illa de Man, el TT Circuit Assen i Nürburgring, el de Masaryk és un dels circuits més antics de la història del motociclisme. El nom li ve del primer president de Txecoslovàquia, Tomáš Garrigue Masaryk.

## Circuits urbans originals

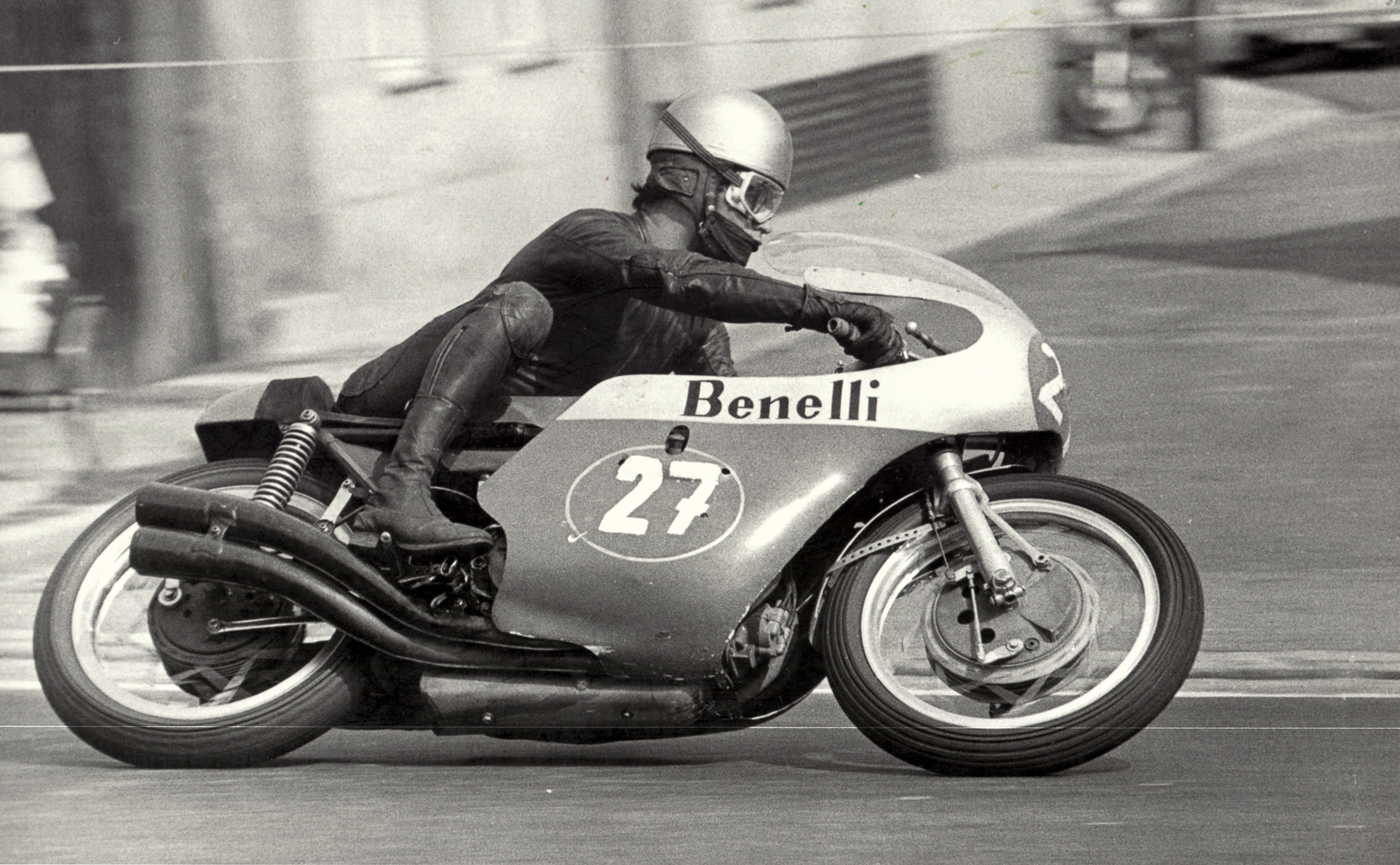
Renzo Pasolini a Masaryk durant el GP de Txecoslovàquia de

El traçat urbà original anava en sentit contrari a les busques del rellotge i feia aproximadament 29,194 km a través de carreteres públiques pels afores de Brno, on hi havia la sortida/arribada a Bosonohy. El traçat anava en direcció est fins a Kamenny i després tombava cap al nord, passant pel campus de la Universitat de Bohunice a Kejbaly i travessant els termes de Libusino, Kohouvotice i Žebětín. Després tirava cap a Ostrovacice passant per Veselka i tornava a Bosonohy a través d'una sèrie de rectes ràpides i revirades. De 1930 a 1937, les curses celebrades al circuit de Masaryk van atraure alguns dels millors pilots i equips del moment.
El 25 de setembre de 1949, al circuit s'hi va celebrar per primera i última vegada el Gran Premi de Txecoslovàquia, puntuable per al Grand Prix motor racing (una competició que després va evolucionar cap a la Fórmula 1). Aquell Gran Premi es va córrer en el sentit horari en un traçat més curt de 17,800 km que tombava a la dreta a Veselka, passava per Ostrovacice i entrava a Žebětín pel sud en comptes de per l'oest. Malgrat una afluència de més de 400.000 espectadors, aquest fou el darrer Gran Premi d'automobilisme celebrat a l'antic circuit.
A partir de 1950, el circuit va acollir el Gran Premi de Txecoslovàquia de motociclisme, que va esdevenir puntuable per al mundial de motociclisme a partir de 1965. El circuit s'havia tornat a escurçar el 1964 i ara feia 13,941 km i no passava més per Žebětín, sinó que feia servir una nova carretera que anava a Kohoutovice més ràpidament. El circuit va acollir també el Campionat d'Europa de Turismes a la dècada del 1980. El 1975, el circuit es va tornar a escurçar i ara feia 10,921 km de longitud. Aquesta darrera versió sortia de Kohoutovice pel sud, ja no passava per Libusino i Kejbaly sinó que anava directament cap a Kamenny i tornava a empalmar amb la carretera principal per a tornar a Bosonohy.

## Circuit permanent actual
L'actual circuit permanent de 5,403 km es va inaugurar el 18 de juliol de 1987. Es troba al nord de Kyvalka, dins els límits del circuit que es feia servir a la dècada del 1930, però sense incorporar cap de les antigues vies públiques. El Gran Premi de motociclisme es va traslladar a aquest nou circuit i va recuperar la condició de prova puntuable per al mundial. El 1988 s'hi va celebrar una cursa del Campionat del món de cotxes esportius i el 2006, una ronda del campionat A1 Grand Prix. També va ser seu d'una cursa de les 24H Series (una cursa antigament anomenada 6 Hores de Brno).

## Historial del traçat

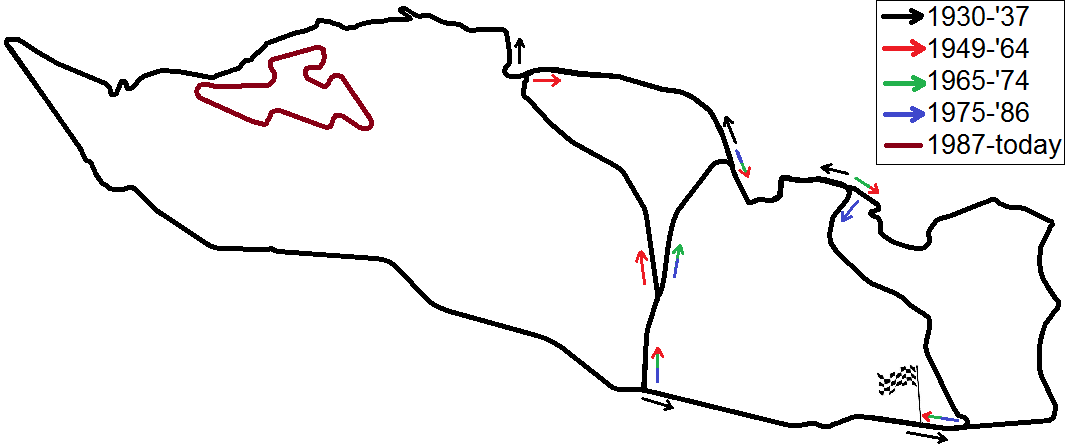
Tots els traçats des de 1930 fins a l'actualitat superposats
1930–1937
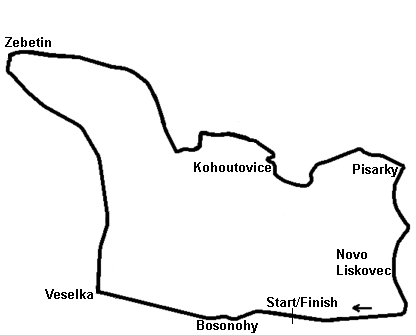
1949–1963
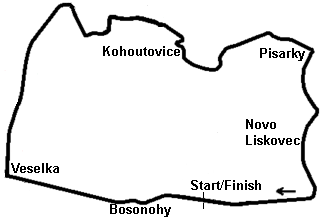
1964–1974
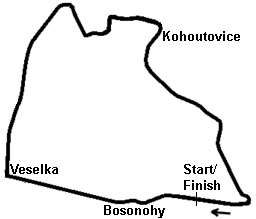
1975–1986
1987–Actualitat

## Esdeveniments
El Gran Premi de la República Txeca, anomenat així des del 1993 a causa de la dissolució de Txecoslovàquia, va ser l'esdeveniment més important del circuit. S'havia celebrat a Brno des de 1950 (inicialment, amb el nom de "Gran Premi de Txecoslovàquia") i va ser la cursa de motor més famosa de la República Txeca. La cursa va formar part del mundial de motociclisme de 1965 a 1982, de 1987 a 1991 i de 1993 al 2020. El Gran Premi de la República Txeca va ser més un esdeveniment de promoció que no pas un benefici en si mateix. Des que el 2007 es va prohibir la publicitat del tabac al mundial de motociclisme, aquest és un fet habitual entre la resta de Grans Premis de MotoGP.
El circuit també ha estat seu d'edicions del Campionat Mundial de Turismes, el Campionat del Món FIA GT1, la Fórmula 2 i el Campionat del Món de Superbike.

## Galeria

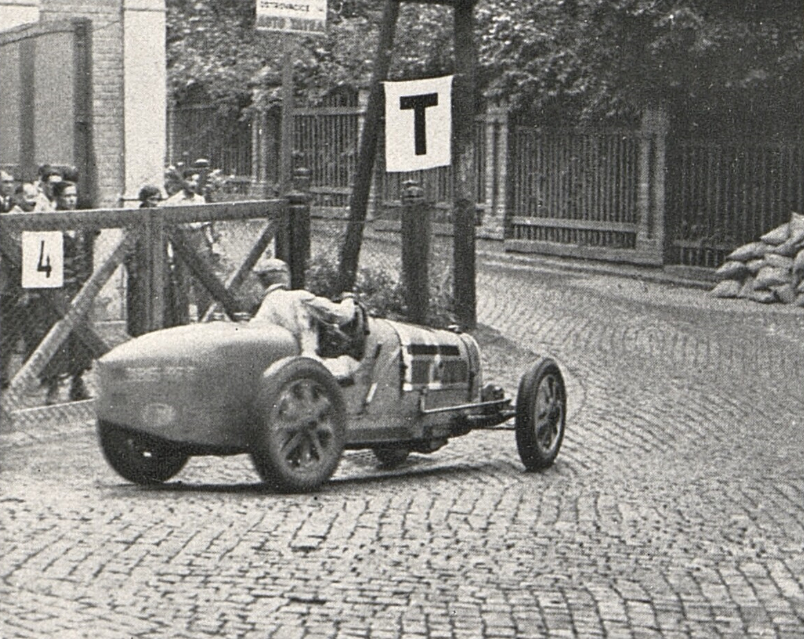
Louis Chiron amb el Bugatti a Brno el 1932
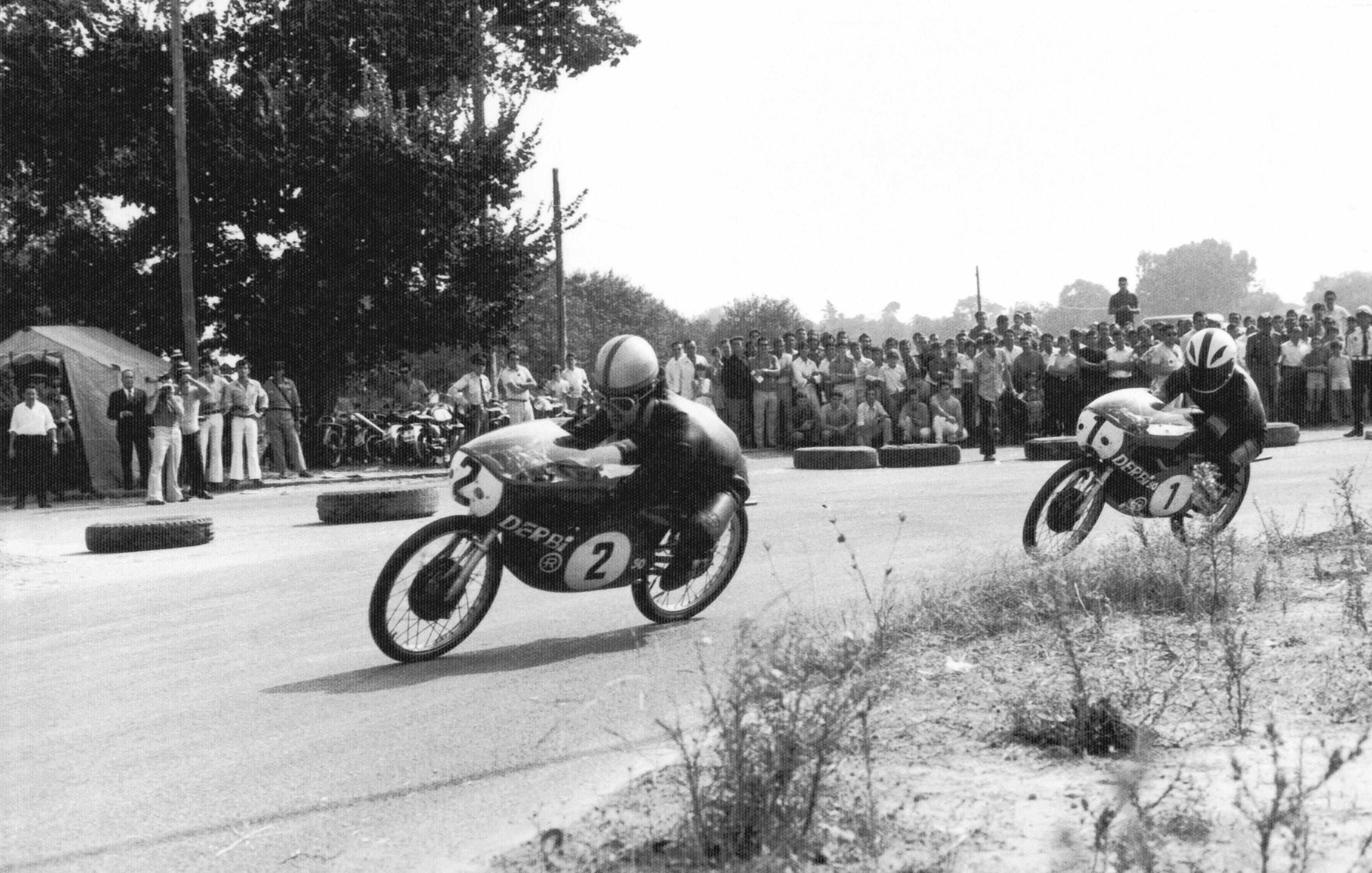
Joan Parés i Ángel Nieto al GP de Txecoslovàquia de 1971
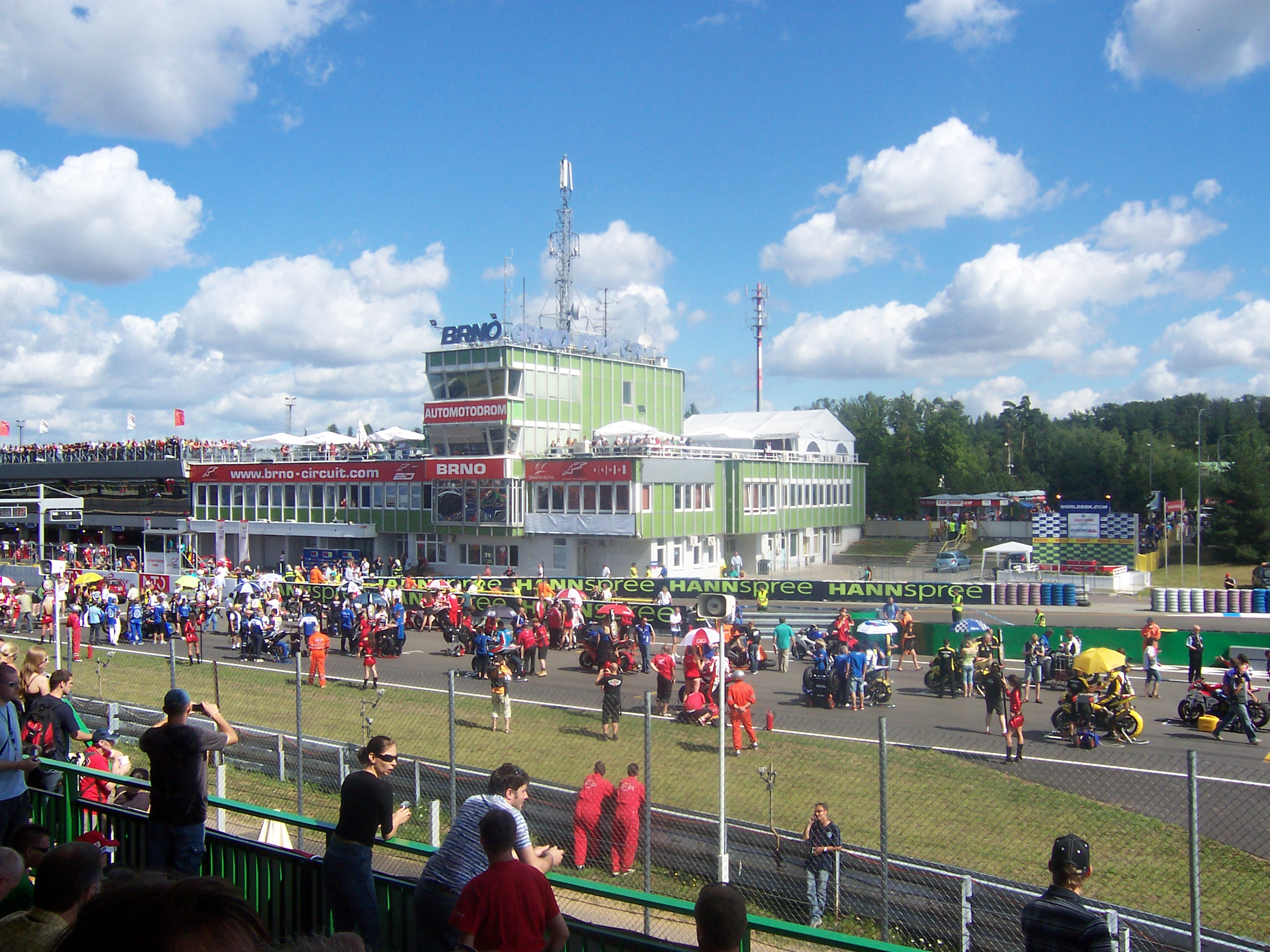
Una graella de sortida al circuit de Brno
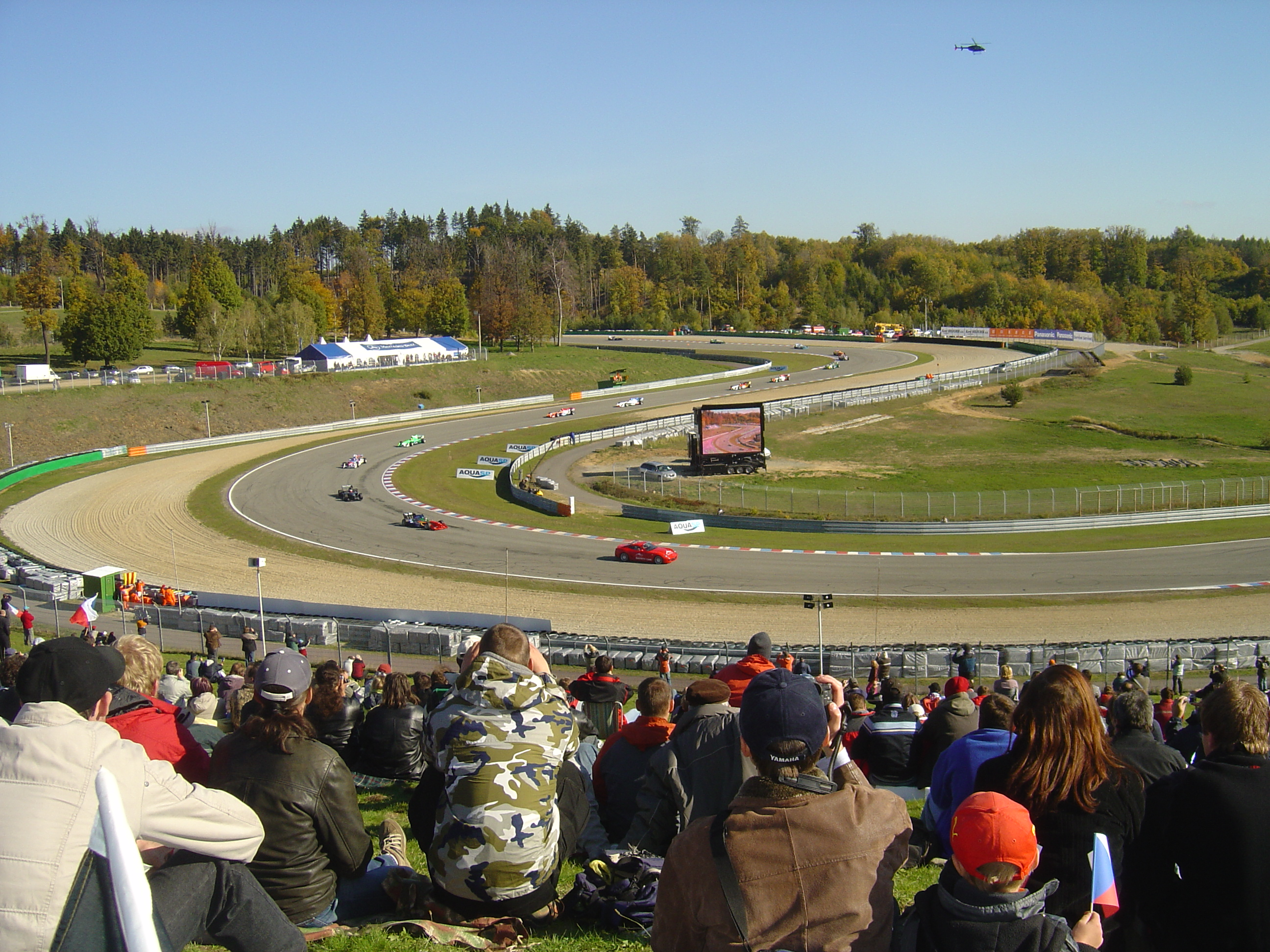
El revolt Omega del circuit de Brno
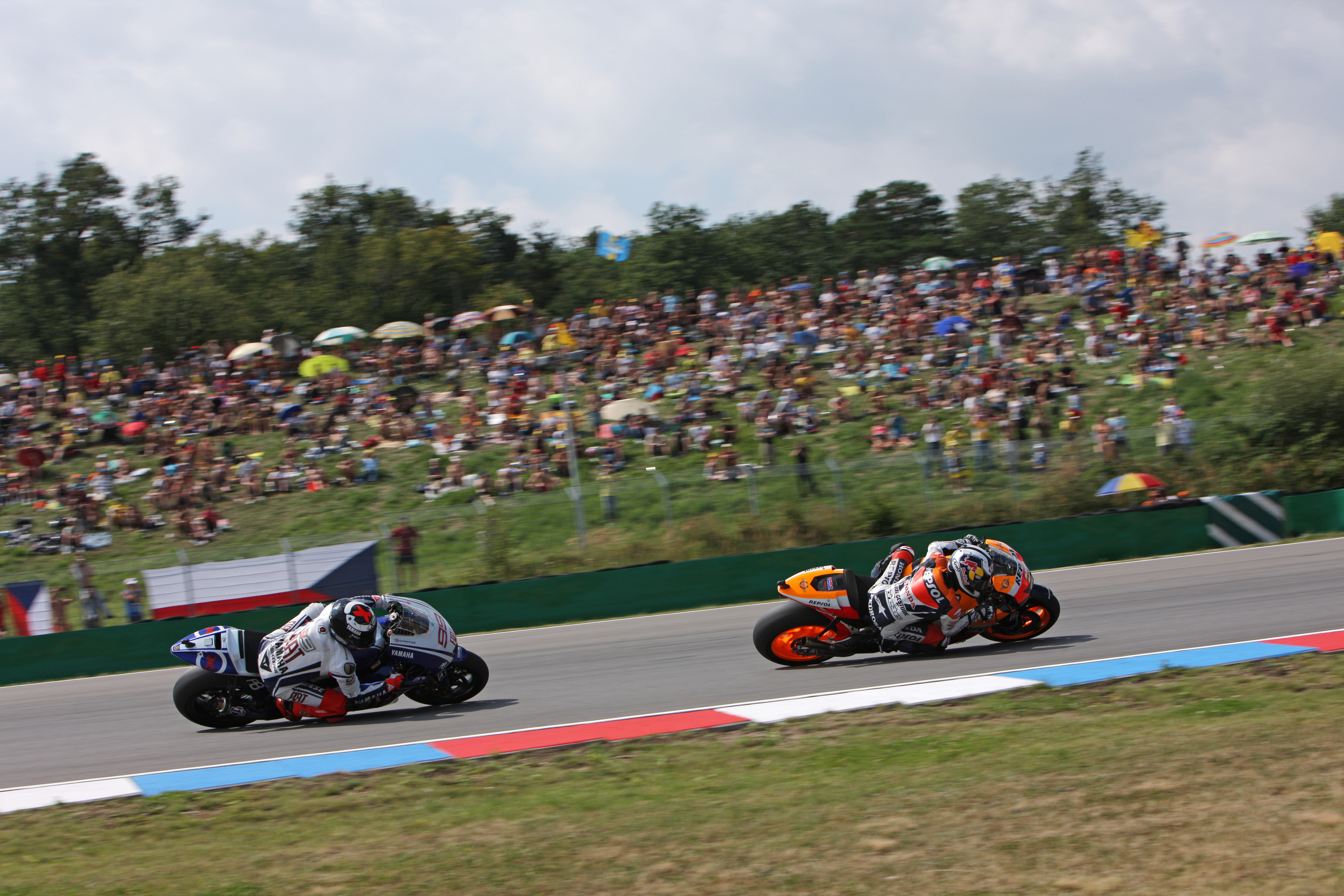
Dani Pedrosa i Jorge Lorenzo a Brno el 2009
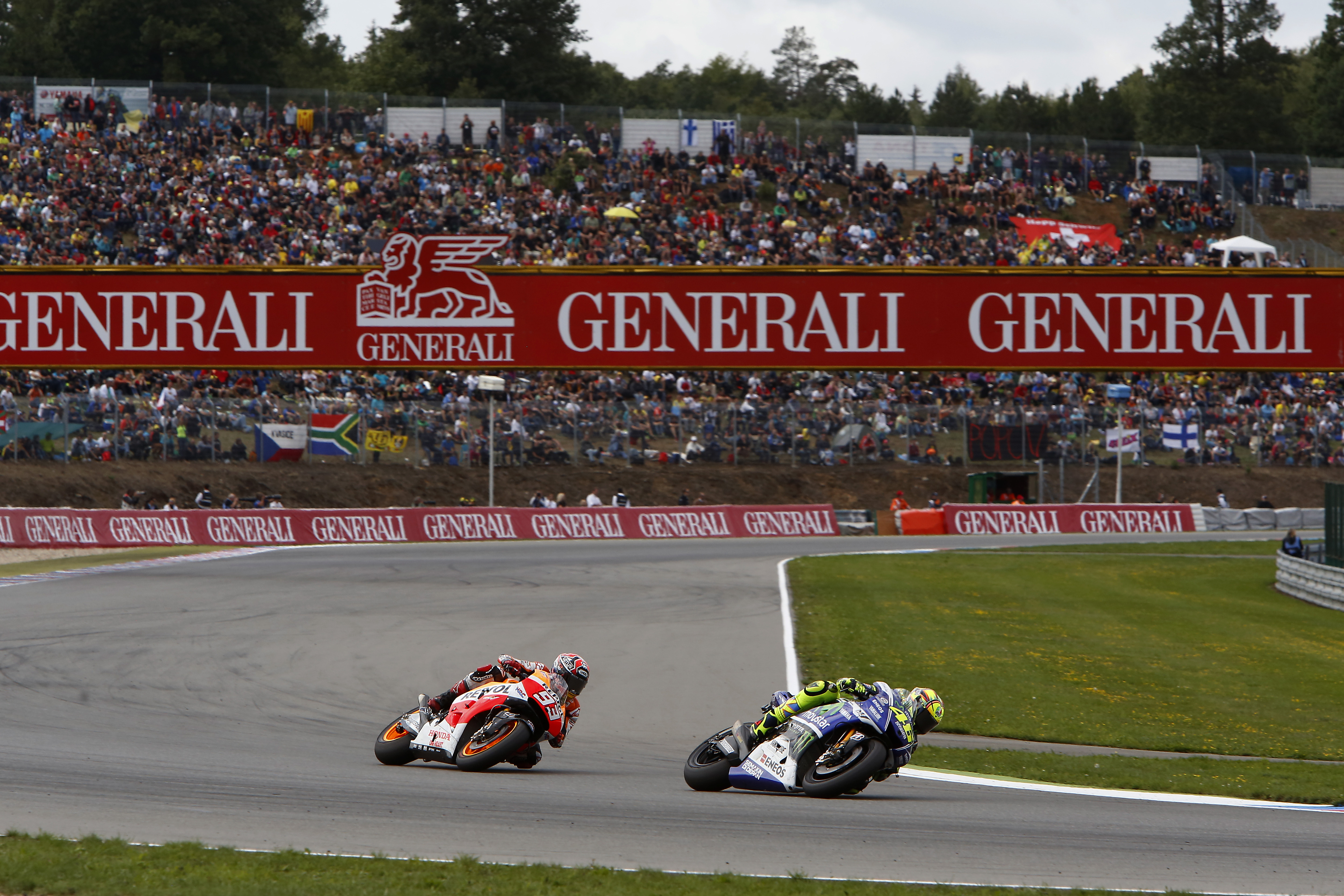
Marc Márquez i Valentino Rossi a Brno el 2014